# Marpesia peleus
Marpesia peleus är en fjärilsart som beskrevs av Sulzer 1776. Marpesia peleus ingår i släktet Marpesia och familjen praktfjärilar. Inga underarter finns listade i Catalogue of Life.